# Pagaronia
Pagaronia är ett släkte av insekter. Pagaronia ingår i familjen dvärgstritar.

## Dottertaxa tillPagaronia, i alfabetisk ordning[1]
- Pagaronia acicularis
- Pagaronia aurantius
- Pagaronia babai
- Pagaronia bifurcata
- Pagaronia caudata
- Pagaronia chejuensis
- Pagaronia cognata
- Pagaronia conformata
- Pagaronia confusa
- Pagaronia continentalis
- Pagaronia daisenensis
- Pagaronia debilis
- Pagaronia diluta
- Pagaronia diversa
- Pagaronia dogoyamensis
- Pagaronia elegans
- Pagaronia evansi
- Pagaronia exigua
- Pagaronia fukuyamensis
- Pagaronia furcata
- Pagaronia geojedoensis
- Pagaronia grossa
- Pagaronia hakusanensis
- Pagaronia hallasana
- Pagaronia hamatus
- Pagaronia harpagonis
- Pagaronia heuksanensis
- Pagaronia impunctata
- Pagaronia innoshimensis
- Pagaronia ishiharai
- Pagaronia jenjouristi
- Pagaronia jirisana
- Pagaronia jungsukae
- Pagaronia kawasei
- Pagaronia koreana
- Pagaronia maculiceps
- Pagaronia maculipennis
- Pagaronia minor
- Pagaronia musashiana
- Pagaronia naejangsana
- Pagaronia nigronasuta
- Pagaronia odai
- Pagaronia okadai
- Pagaronia omani
- Pagaronia oritai
- Pagaronia ornata
- Pagaronia pallida
- Pagaronia praesul
- Pagaronia protecta
- Pagaronia recurvata
- Pagaronia selenion
- Pagaronia seolagsana
- Pagaronia seungmoi
- Pagaronia shibutsuana
- Pagaronia shobarana
- Pagaronia silvatica
- Pagaronia similis
- Pagaronia taeamsana
- Pagaronia taishakuana
- Pagaronia taxilla
- Pagaronia togashii
- Pagaronia tredecimpunctata
- Pagaronia tridens
- Pagaronia triunata
- Pagaronia uesumii
- Pagaronia umbratica
- Pagaronia whangaksana
- Pagaronia yabemurensis
- Pagaronia yakuensis
- Pagaronia youngeouni